# Villa Coppini
Villa Coppini si trova a Firenze, in via de' Bruni.

## Storia
La villa, già appartenuta agli Incontri, una famiglia nobile originaria di Volterra, arrivò nel XIX secolo agli Acton, proprietari della vicina villa La Pietra e di altre ville limitrofe. Dopo la morte di Harold Acton (1944) la villa è diventata sede di uffici, tra i quali quelli della società Olivetti.

## Descrizione
Il cancello della villa, retto da ampie volute in una rientranza del muro di cinta e sormontato dallo stemma in ferro battuto degli Incontri (due leoni rampanti) con la corona gentilizia.
La costruzione, dal corpo allungato, si trova ai bordi di via de' Bruni con una facciata semplice sulla strada, mentre sul giardino posteriore ha un prospetto più ornato, con finestre e logge sobrie ma eleganti.
Il corpo principale è affiancato da due ali laterali, che presentano una loggetta al secondo piano, mentre la parte centrale si eleva di un ulteriore piano. 
L'ingresso principale è composto da un portone voltato con una cornice di bozze di pietra lisce, sormontato da un balconcino con parapetto in ferro battuto. Ai lati del portale si allineano simmetricamente tre finestre con mensole per lato.
Davanti alla villa si estende un giardino all'italiana ornato da statue e vasi in cotto. Da qui un sentiero attraversa i campi di ulivi dei poderi della proprietà, fino a villa Natalia.